# Atlanti fehérsávos delfin
Az atlanti fehérsávos delfin vagy fehéroldalú delfin (Lagenorhynchus acutus) az emlősök (Mammalia) osztályának párosujjú patások (Artiodactyla) rendjébe, ezen belül a delfinfélék (Delphinidae) családjába tartozó faj.

## Előfordulása
Elterjedési területe az Atlanti-óceán északi része, beleértve a Grönland és a Spitzbergák körüli vizeket. Főként Norvégia partjainál fordul elő.

## Megjelenése
Az atlanti fehérsávos delfin testhossza 190-300 centiméter, a kifejlett állatok tömege 300 kilogramm körüli. A hasonló fehércsőrű delfintől (Lagenorhynchus albirostris) a hátúszó és a farok közötti, valamint a has hátulsó részén lévő jól látható púp különbözteti meg. A fekete fejen az alsó állkapocs túlér a felsőn. Minden állkapocsfélben 30-40 fog található. Oldalán egy nagy, elnyújtott, fehér folt húzódik (innen a neve), amely a sötét háttól élesen elüt. Egy szürkés mező határolja el a fehéres mell- és hasoldaltól, amely a farok felé sötétbe megy át, a kifejlett állatok itt csaknem feketék lehetnek. Amint kiugrál a vízből, jól láthatóvá válik jellegzetes mintázata. A homlok körülbelül 5 centiméterrel az állkapocs csúcsa mögött kezdődik. Lapos lefutású, folyamatosan megy át a hátba, amelyből elég hosszú, csaknem sarló alakú uszony emelkedik. További ismertetőjele a farok alatti dudor. Szemétől keskeny, sötét csík húzódik a mellúszóig.

## Életmódja
Az atlanti fehérsávos delfinek nyáron egészen a sarki vizekig, ősszel viszont ismét délebbre vándorolnak. Ilyenkor nagy, akár 1000 állatnál is többet számláló iskolákba verődnek. Déli vándorútjaik során csak ritkán vetődnek el a Balti-tengerbe és az Északi-tenger déli felére. Más delfinfajokkal nem társulnak, többnyire az Egyesült Királyságtól nyugatra úsznak le dél felé. Tápláléka heringek, atlanti tőkehalak és a hűvösebb tengerek egyéb halai.

## Szaporodása
Az atlanti fehérsávos delfinek még vonulás előtt, nyáron párzanak. 10 hónapos vemhesség után születnek meg a borjak, és körülbelül egy évig szopnak. Az ellések nagy része május végétől június végéig zajlik le, messze kinn, a nyílt tengeren.